# Cryptocoryne
Cryptocoryne (trompeta de agua) es un género con 69 especies (entre híbridos, variedades y formas nominales) reconocidas actualmente de plantas acuáticas pertenecientes a la familia Araceae. El género se distribuye por todo el sudeste asiático desde Sri Lanka hasta Nueva Guinea, pasando por la India y China.
ACUARISMO
En el mundo del acuarismo esta planta es utilizada como decoracion natural para los acuarios, y para su apto crecimiento en un entorno simulado es importante que el rizoma de la planta no esté del todo enterrado en la tierra, ya que podría pudrir el rizoma y debilitar la planta, así como se le debe otorgar una buena cantidad de luz (puede sobrevivir en entornos con poca iluminación), debe tener nutrientes a su alcance.
La cryptocoryne es una planta de crecimiento lento, y puede tardar en adaptarse a entornos nuevos, pudiendo llegar a perder varias hojas en el proceso, y si los condiciones son óptimas, puede regenerarse

## Historia
La primera especie de Cryptocoryne fue descrita en 1779 como Arum spirale por Retzius. El género fue descrito por Friedrich Ernst Ludwig von Fischer en 1828. Sin embargo la clasificación científica de Cryptocoryne es muy complicada y hay diferentes opiniones sobre ella.
Debido a que son especies pequeñas y que habitan lugares remotos, suelen pasar desapercibidas para la gran mayoría de las personas. Pero gracias a la acuariofilia, este género de plantas es muy conocido entre los aficionados que cultivan plantas acuáticas, llegando a convertirse en un hobby exclusivo similar a los cultivadores de orquídeas. 
En las últimas décadas el número de especies ha aumentado considerablemente gracias a personas como el profesor Niels Jacobsen, Jan D. Bastmeijer y Yuji Sasaki, cuyos esfuerzos han traído a la luz especies que permanecían ocultas en las selvas principalmente de Borneo. El conteo de cromosomas ha desenmascarado especies que permanecían ocultas y ha redistribuido las clasificaciones. Aún queda bastante trabajo por hacer y muchas especies por descubrir en lugares que no son típicos para estas plantas.
Cada año la ECS (European Cryptocoryne Society) se reúne en un lugar de Europa para poner al día los descubrimientos y compartir información entre los aficionados europeos y de todo el mundo.
Lagenandra es otro género estrechamente relacionado con Cryptocoryne.

## Características principales
Las especies del género Cryptocoryne son plantas en su mayoría acuáticas, y en algunos casos palustres. Su crecimiento es basal a partir de una roseta central de la cual salen las hojas que son muy diversas en formas y colores. Bajo la roseta crece un importante sistema radicular con tallos subterráneos llamados rizomas, de los cuales emergen nuevas plantas.
Muchas de las especies de Cryptocoryne, crecen con las hojas sumergidas durante una parte del año, cuando el nivel del agua desciende, emiten hojas adaptadas al aire para pasar el período de aguas bajas. Aunque existen especies como Cryptocoryne pontederiifola que crecen en los márgenes de arroyos y ríos, con las hojas siempre emergidas.

## Flores y polinización

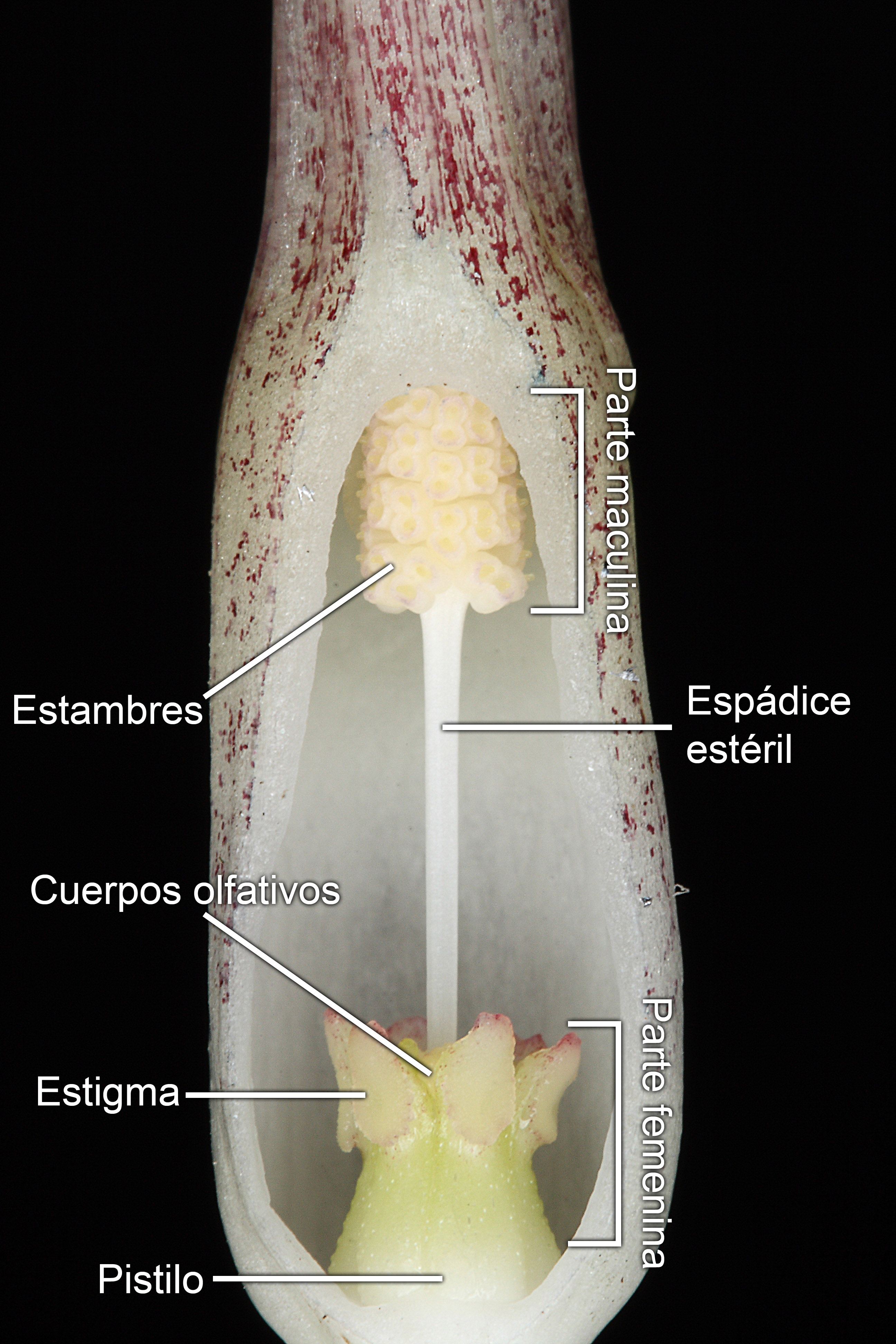
Estructura y partes del interior de la tetera.

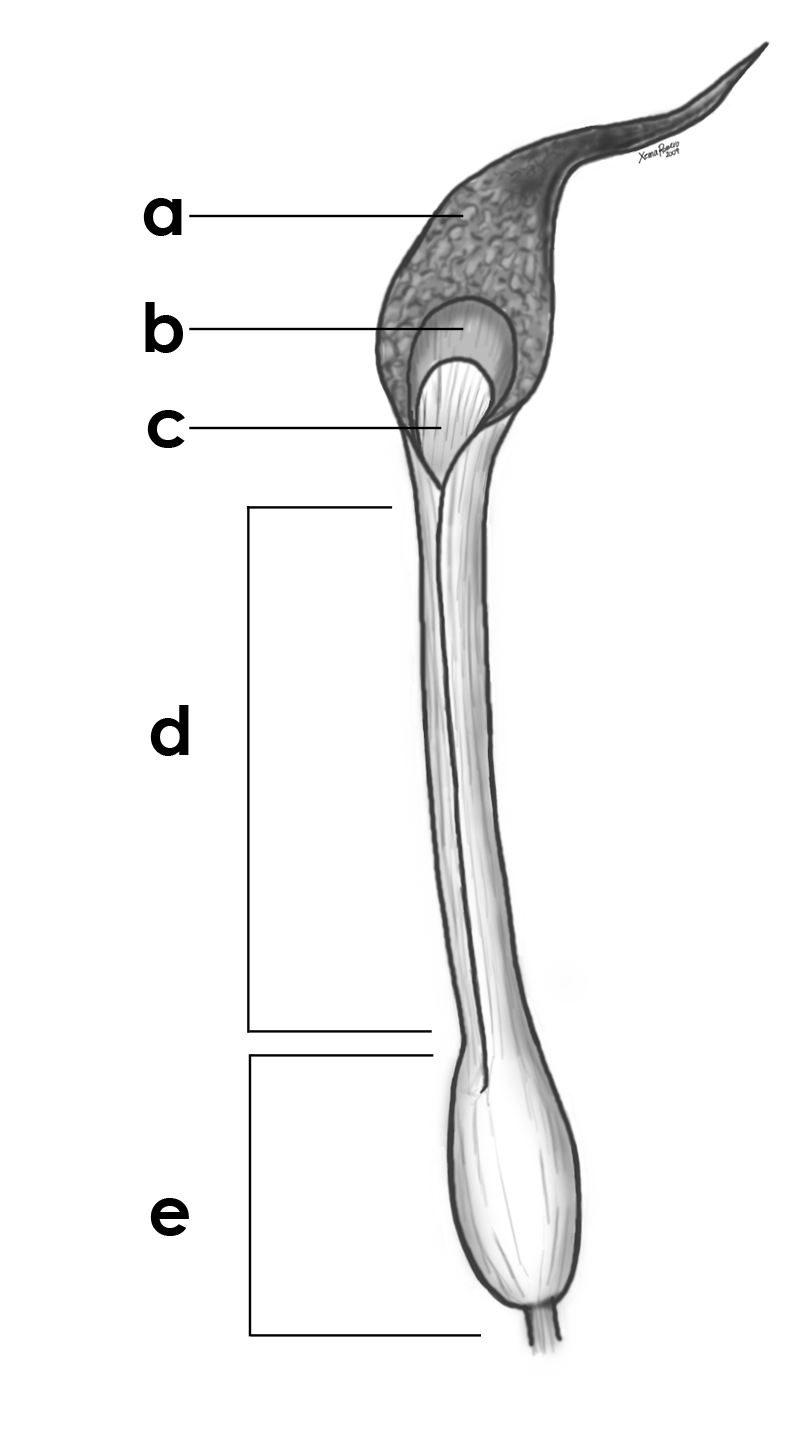
Estructuras externas en Cryptocoryne; a, Limbo; b, Collar; c, Garganta; d, tubo; e, olla o tetera.

Las flores de estas plantas son muy características y recuerdan a una trompeta, de ahí su nombre común. Las flores masculinas y femeninas se agrupan alrededor de un tallo carnoso, las flores masculinas arriba y las femeninas abajo. Esta inflorescencia está envuelta por una bráctea enrollada en forma de tubo. La parte externa de la inflorescencia se divide en varias partes; limbo, collar, garganta y tetera.
Las flores están diseñadas para atraer a los insectos y secuestrarlos durante un período de tiempo en el cual polinizan las flores masculinas. En el interior de la tetera hay una válvula que regula la entrada a la cámara donde están las flores, cuando las flores femeninas están listas, esta válvula se abre, dejando entrar a los polinizadores. Al entrar estos, se cierra, y no se vuelve a abrir hasta que las flores femeninas han sido fertilizadas, justo en ese momento las flores masculinas comienzan a producir polen, y el insecto que deambula por el interior de la cámara buscando la salida, queda impregnado de polen y listo para ir a otra flor.

## Taxonomía
El género fue descrito por Friedrich Ernst Ludwig von Fischer y publicado en Linnaea 5: 428. 1830.  La especie tipo es: Cryptocoryne spiralis
Etimología
Cryptocoryne: nombre genérico que proviene del latín Kryptos (oculto) y Koryne (mazorca), en referencia a su espádice oculto por la espata, que es una bráctea que lo envuelve.

## Especies
| - Cryptocoryne affinis - Cryptocoryne alba - Cryptocoryne albida - Cryptocoryne annamica - Cryptocoryne aponogetifolia - Cryptocoryne auriculata - Cryptocoryne bangkaensis - Cryptocoryne beckettii - Cryptocoryne bogneri - Cryptocoryne bullosa - Cryptocoryne ciliata - Cryptocoryne cognata - Cryptocoryne consorbina - Cryptocoryne cordata var. cordata - Cryptocoryne cordata var. dideceri - Cryptocoryne cordata var. grabowskii - Cryptocoryne cordata var. zonata - Cryptocoryne coronata - Cryptocoryne crispatula var. balansae - Cryptocoryne crispatula var. crispatula - Cryptocoryne crispatula var. flaccidifolia - Cryptocoryne crispatula var. sinensis - Cryptocoryne crispatula var. tonkinensis - Cryptocoryne cruddasiana - Cryptocoryne decus-silvae - Cryptocoryne dewitii - Cryptocoryne edithiae - Cryptocoryne elliptica - Cryptocoryne ferruginea - Cryptocoryne fusca - Cryptocoryne griffithii - Cryptocoryne hudoroi - Cryptocoryne ideii - Cryptocoryne jacobsenii - Cryptocoryne keei | - Cryptocoryne lingua - Cryptocoryne longicauda - Cryptocoryne minima - Cryptocoryne moehlmannii - Cryptocoryne nevillii - Cryptocoryne noritoi - Cryptocoryne nurii - Cryptocoryne pallidinervia - Cryptocoryne parva - Cryptocoryne pontederiifolia - Cryptocoryne purpurea nothovar. borneoensis - Cryptocoryne purpurea nothovar. purpurea - Cryptocoryne pygmaea - Cryptocoryne retrospiralis - Cryptocoryne schulzei - Cryptocoryne scurrilis - Cryptocoryne sivadasanii - Cryptocoryne spiralis - Cryptocoryne spiralis var. cognatoides - Cryptocoryne striolata - Cryptocoryne thwaitesii - Cryptocoryne timahensis - Cryptocoryne uenoi - Cryptocoryne undulata - Cryptocoryne usteriana - Cryptocoryne vietnamensis - Cryptocoryne villosa - Cryptocoryne walkeri - Cryptocoryne wendtii - Cryptocoryne willisii - Cryptocoryne versteegii - Cryptocoryne yujii - Cryptocoryne zaidiana - Cryptocoryne zukalii |